# Belmiro de Almeida
Belmiro de Almeida (Serro, 22 de maio de 1858 — Paris, 12 de junho de 1935) foi um pintor, desenhista, escultor e caricaturista brasileiro.

## Vida e obra
Belmiro de Almeida fez seus primeiros estudos de desenho e pintura no Liceu de Artes e Ofícios do Rio de Janeiro. Ingressou logo depois na Academia Imperial de Belas Artes, onde teve como professores Agostinho José da Mota, Zeferino da Costa e José Maria de Medeiros.
Na década de 1880, viajou para a Europa, visitando Paris. Em Paris frequentou o ateliê de Jules Joseph Lefebvre, participou de salões e realizou exposições individuais. A partir de então, alterna residência entre Paris e Rio de Janeiro.
Em 1886, Belmiro retratou em duas pinturas impressionistas um personagem negro liberto no centro da tela identificado como Príncipe Obá, uma auto-intitulação de Cândido da Fonseca Galvão. Em 1887, expôs Arrufos, sua pintura mais conhecida, que destaca-se pelo tom levemente irônico com o qual foi retratada, e pela polêmica provocada pelo quadro ao público e aos críticos da época. Em Retrato de Abigail Seabra aos 12 Anos de Idade, e em obras de paisagens como Paisagem em Dampierre (2) e Le Chemin de La Ferme, o artista se inspira na técnica do pontilhismo. Já em Mulher em Círculos, de 1921, Belmiro trabalha com uma estética futurista. Em suas obras realizadas na Europa, buscou retratar o ambiente camponês em que se encontrava, como é o caso da pintura Bom Tempo. Em 1892, pintou Efeitos do Sol, em que Belmiro utiliza de técnicas impressionistas para retratar a luz e a atmosfera do ambiente campestre.
No Brasil, ocupou interinamente, de 1893 a 1896, a cadeira de Desenho Figurado na antiga Escola Nacional de Belas Artes, em substituição a Pedro Weingärtner. Em 1916 foi contratado pela escola para reger a cadeira de Desenho de Modelo-Vivo. Dedicou-se a caricatura, colaborando nos principais periódicos cariocas da época e também à escultura, em que o seu trabalho mais conhecido é a figura do manequinho, instalada em uma praça pública no Bairro de Botafogo.
Fixou-se definitivamente em Paris no fim da Primeira Guerra Mundial. No Salão Nacional de Belas Artes, conquistou a medalha de ouro de segunda classe em 1894, e a grande medalha de ouro em 1921. Sua obra integra o acervo de importantes instituições como o Museu Nacional de Belas Artes. Ali se encontra que uma de suas telas mais famosas, Arrufos, que traz o poeta e crítico de arte Gonzaga Duque como modelo; também o poeta se inspiraria no pintor para criar um personagem (agrário) do romance Mocidade morta (1899).
No Rio, trabalhou como caricaturista em diversas revistas, como A Cigarra e O Malho. Belmiro morreu em Paris no ano de 1935.

## Galeria

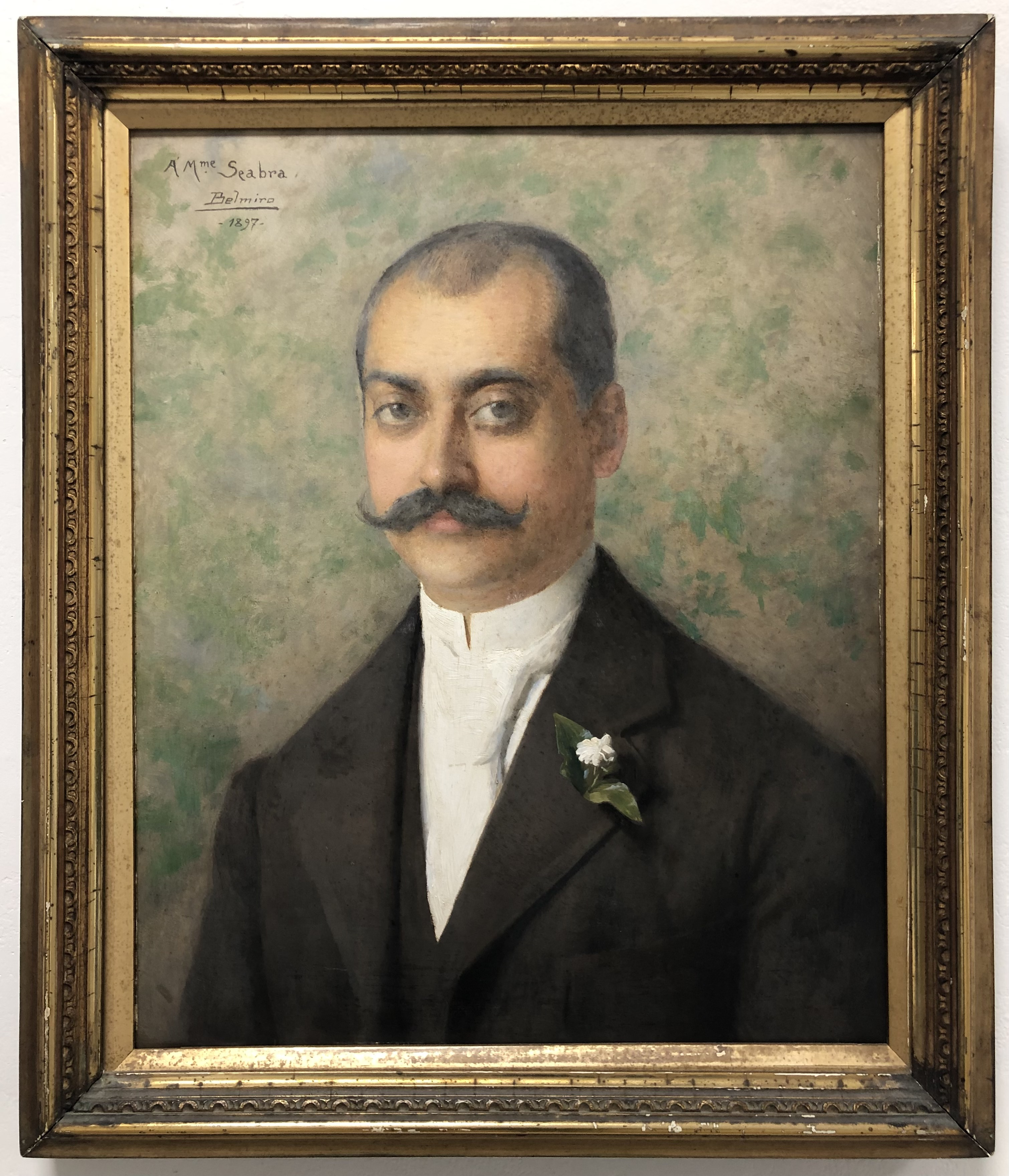
Retrato do Comendador Antônio Ribeiro Seabra

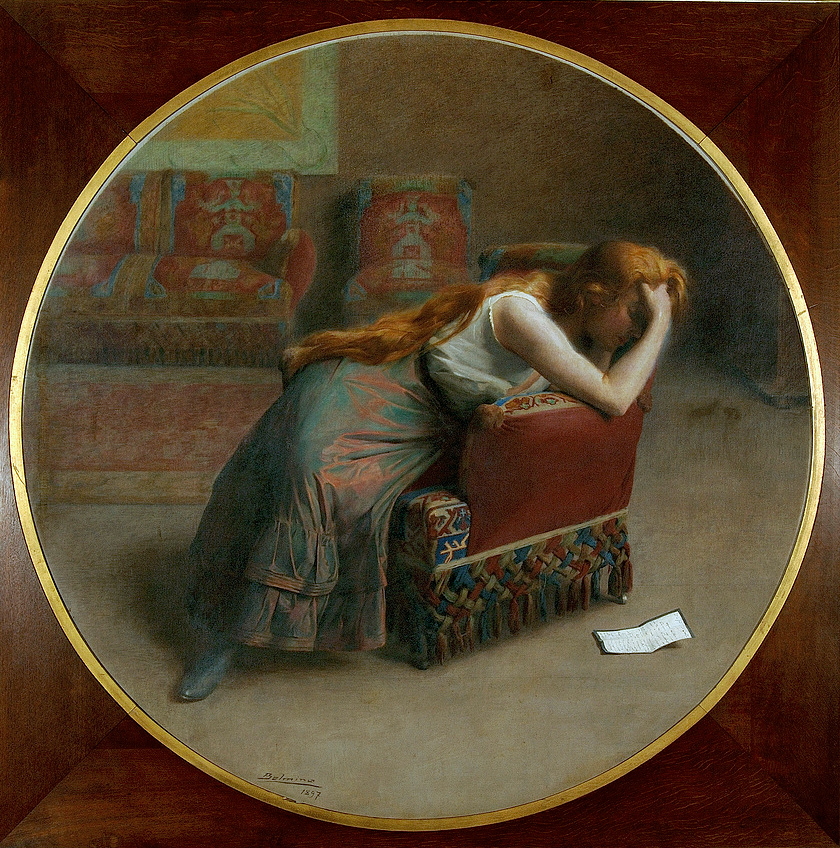
A má notícia
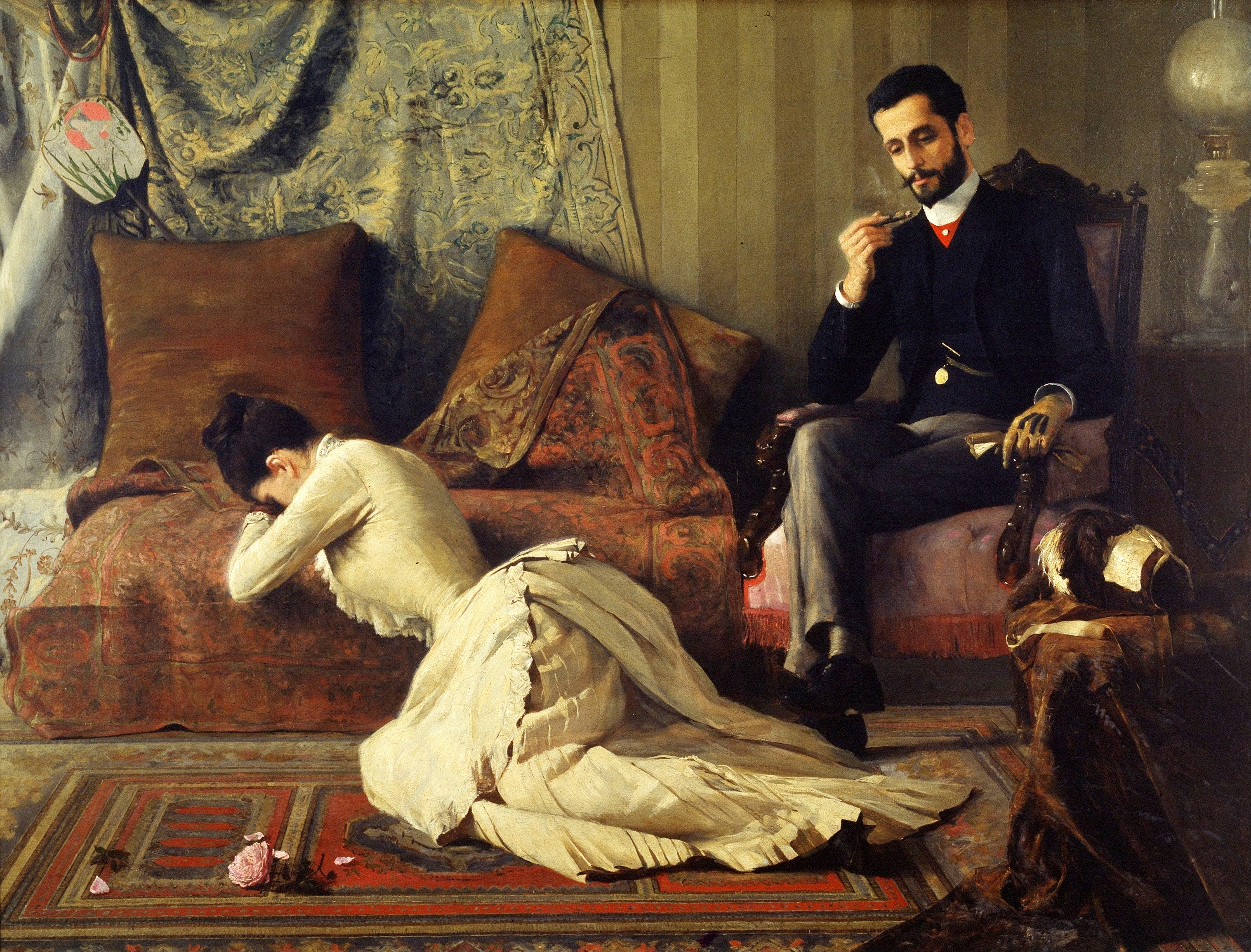
Arrufos
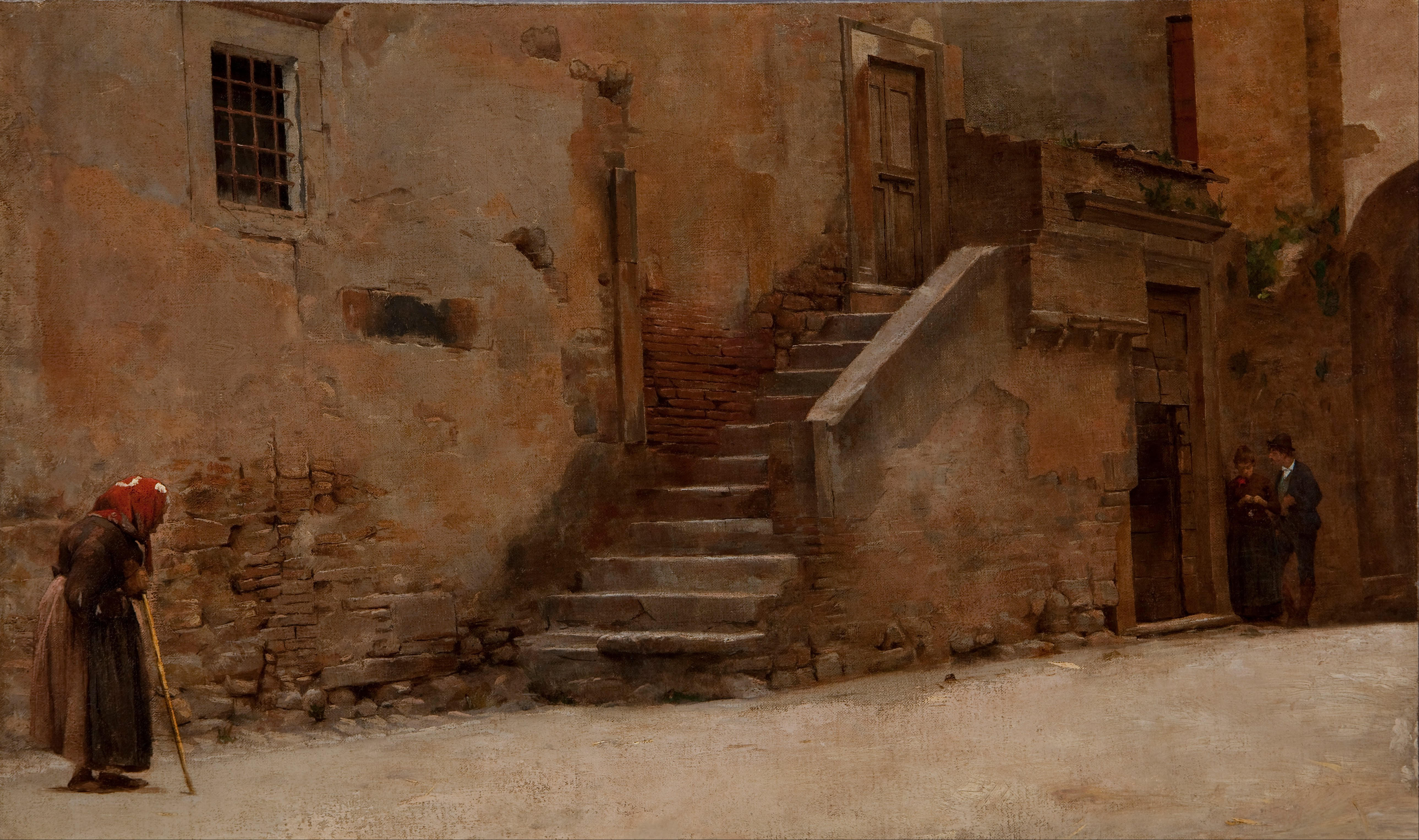
Rua da Itália
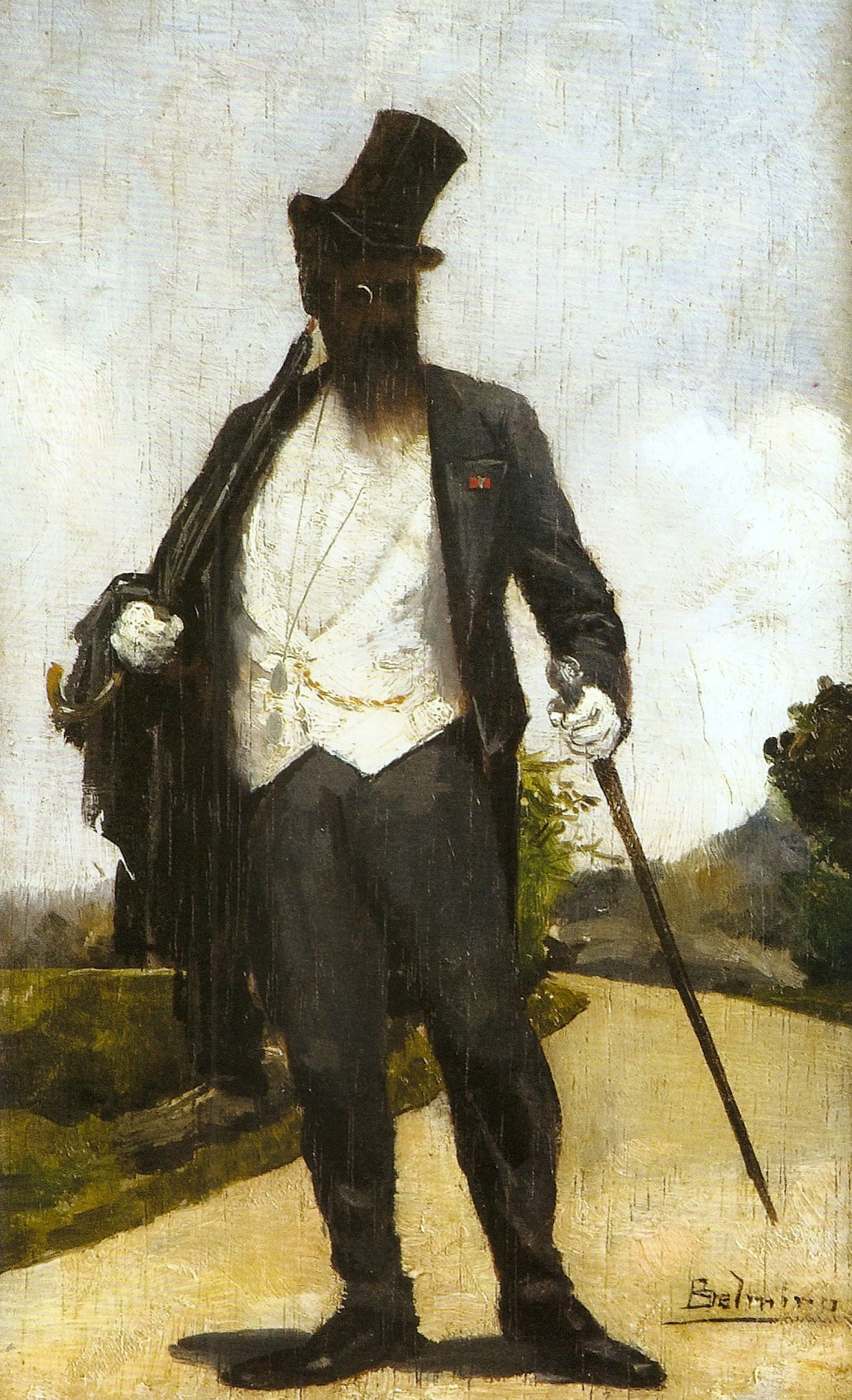
Príncipe Obá
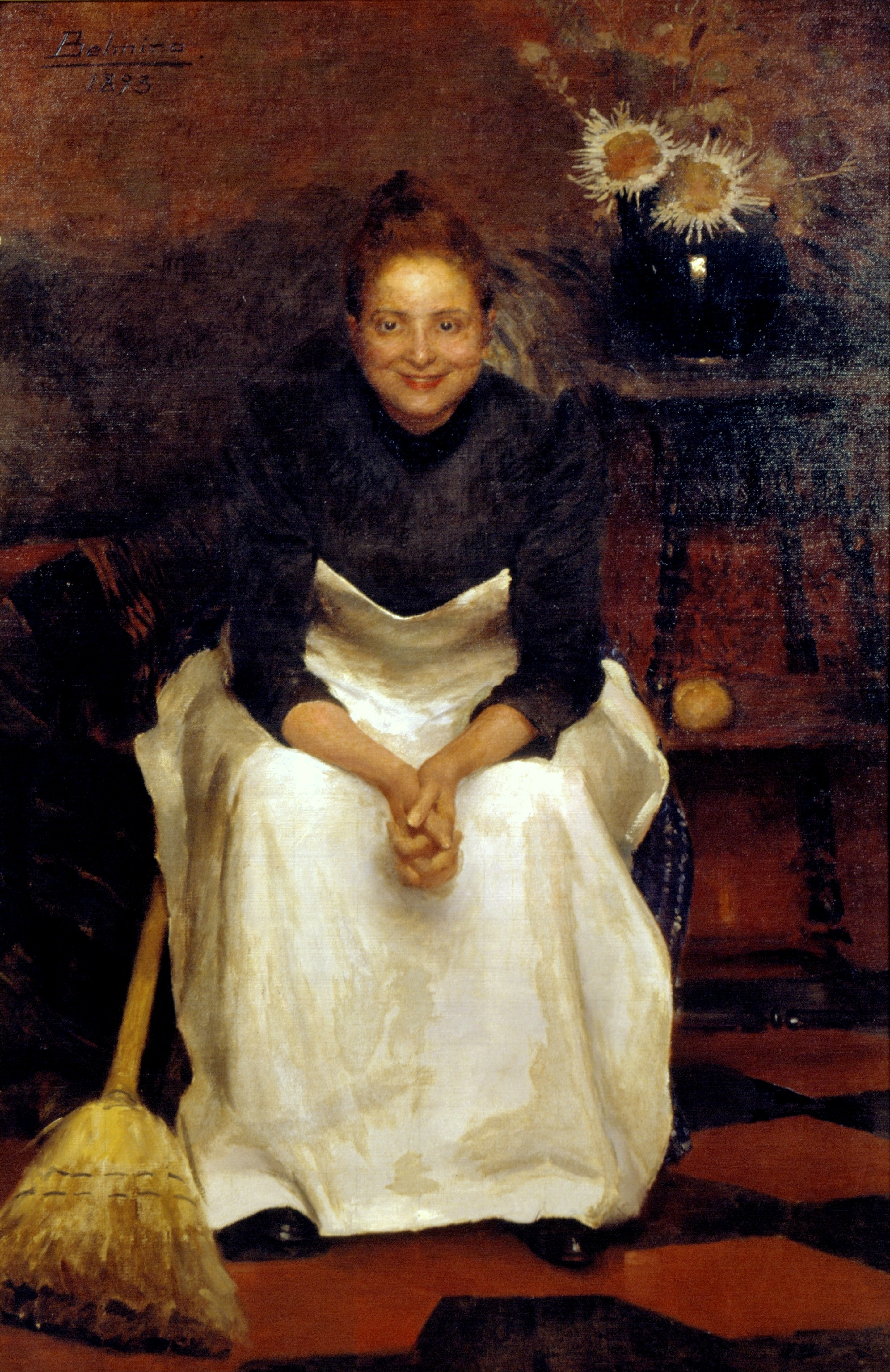
A tagarela
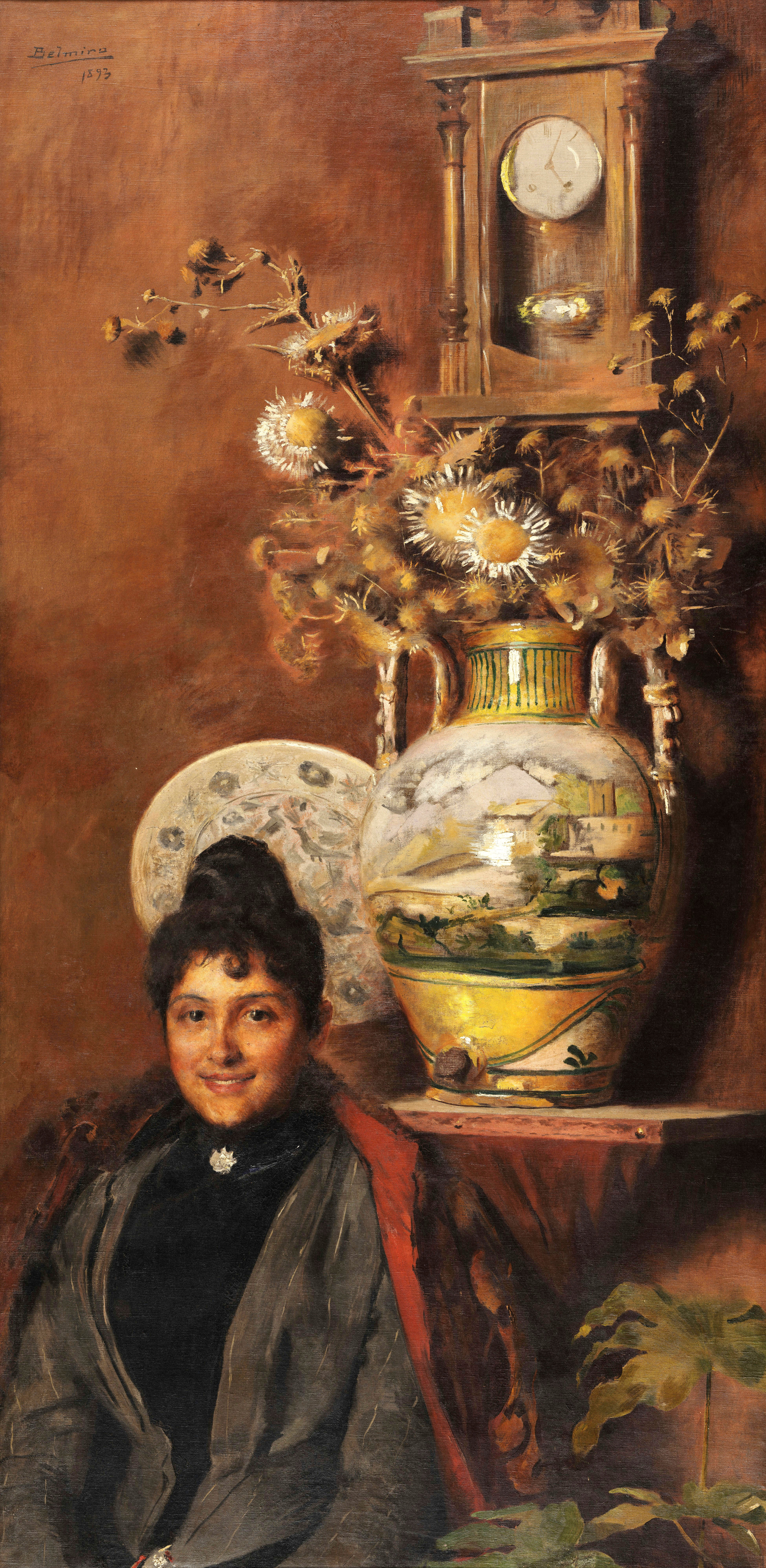
Vaso com flores
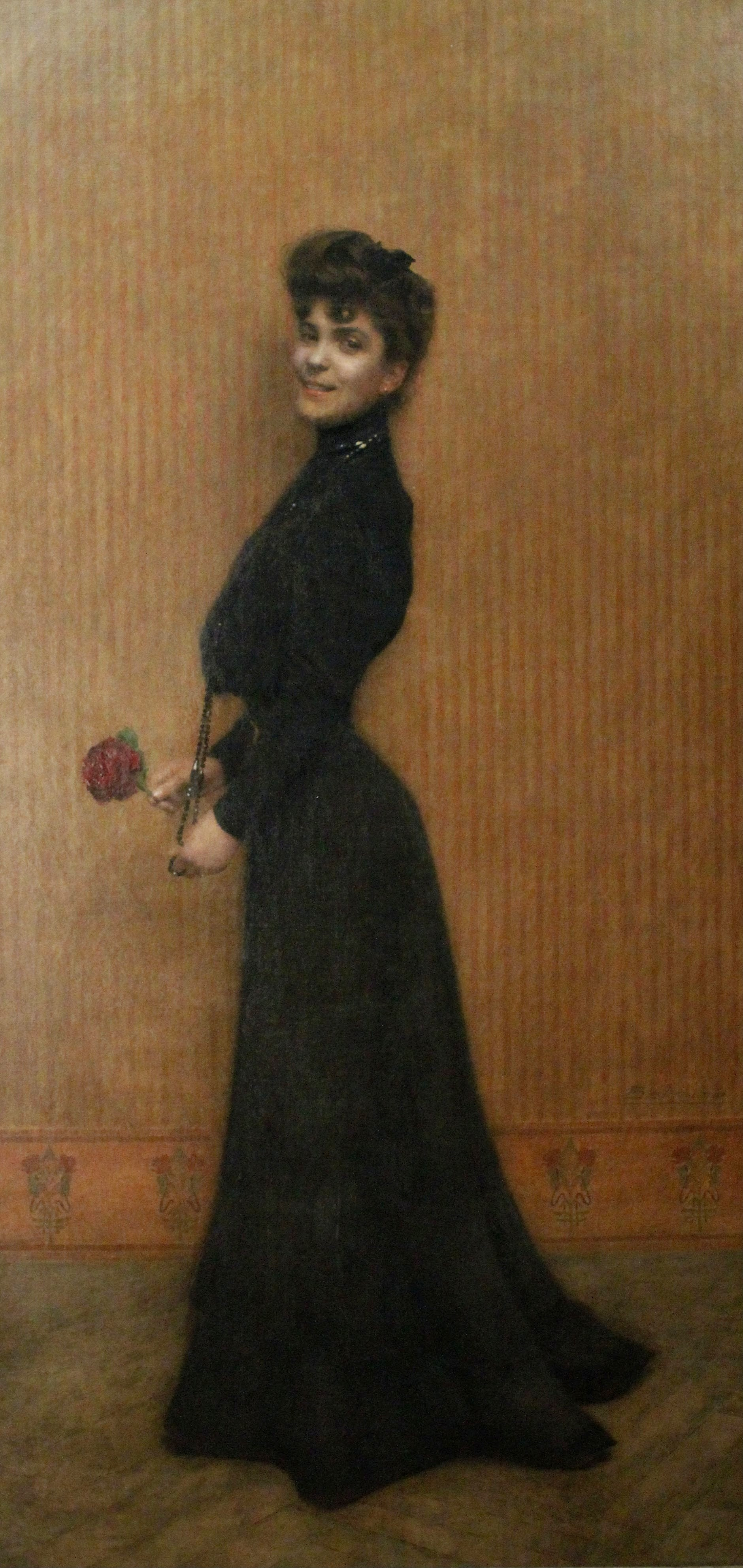
Dame à La Rose
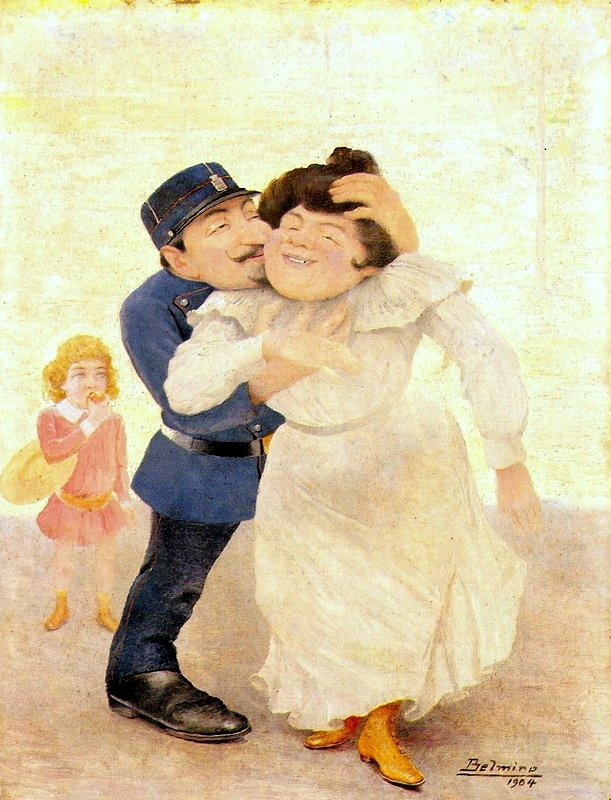
Namoro do guarda
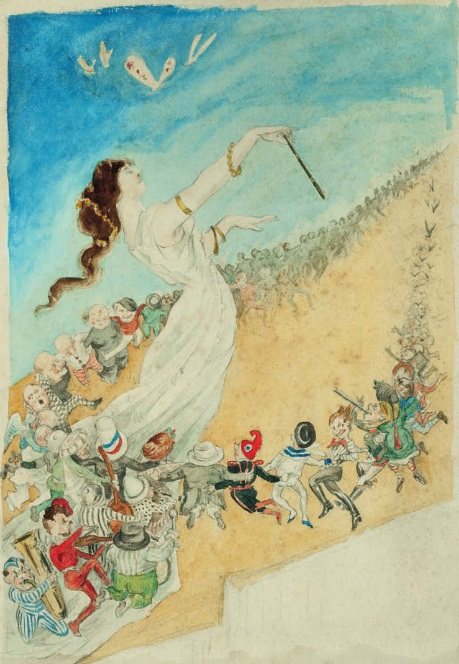
Alegoria
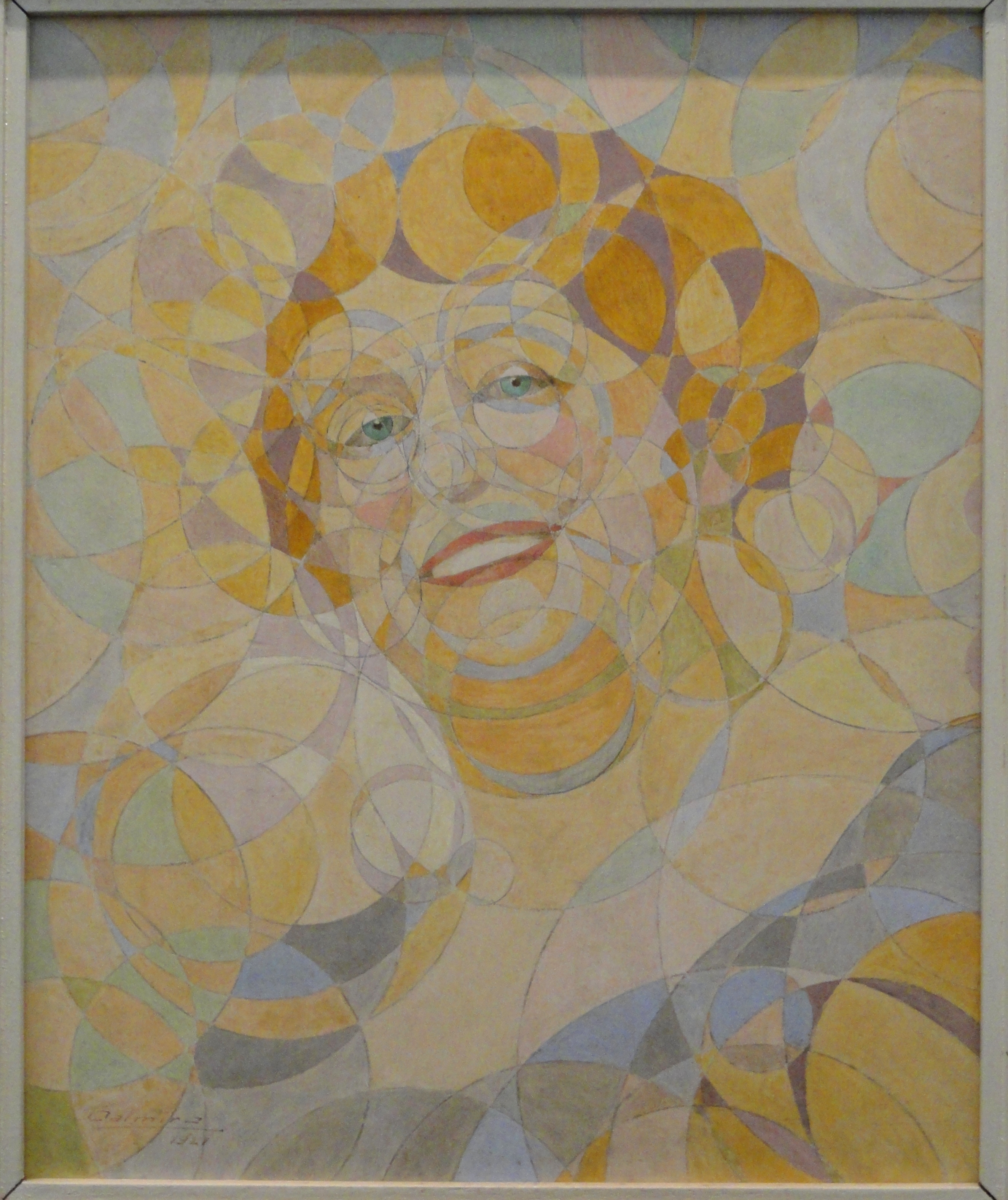
Mulher em círculos
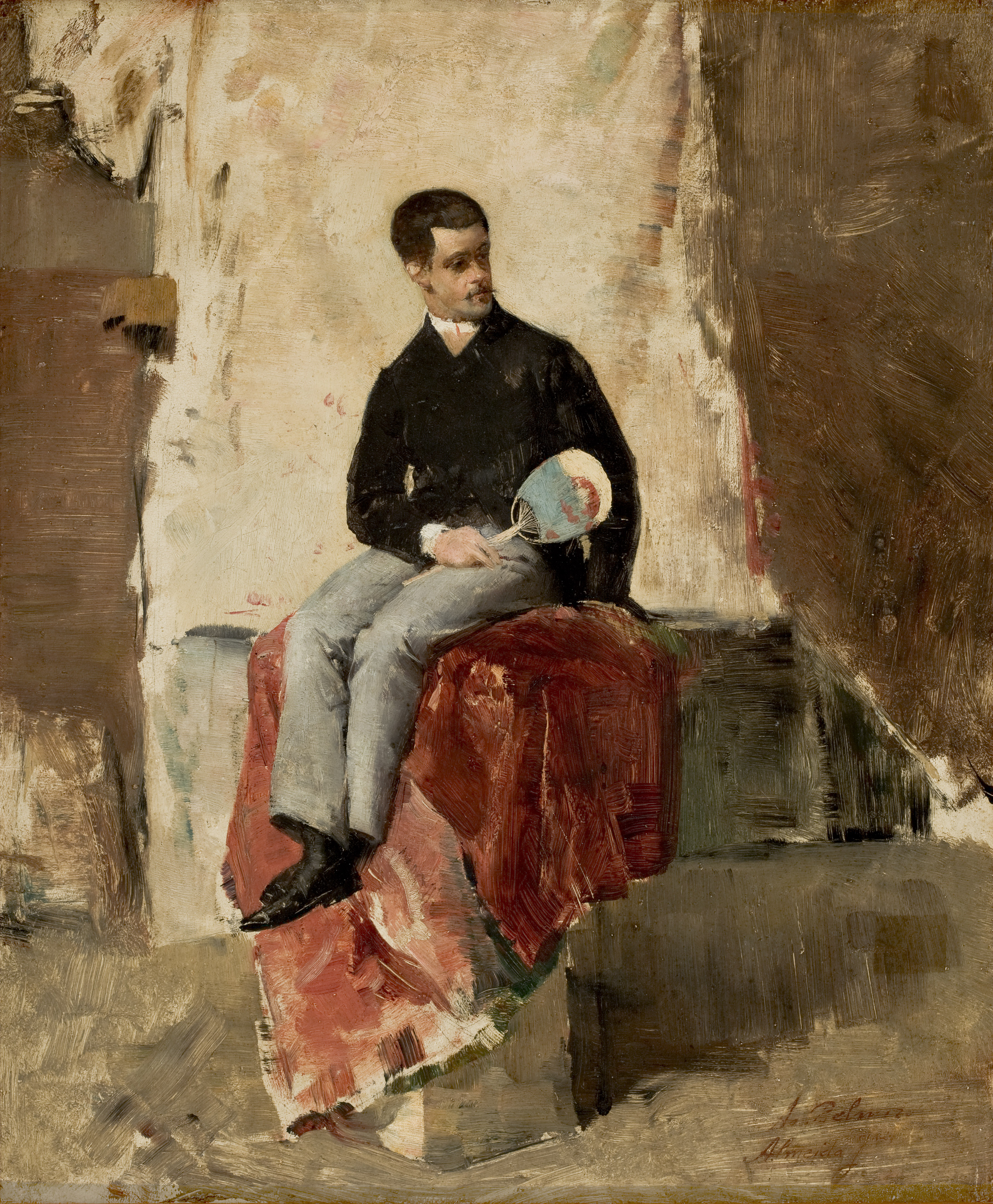
O Pintor Belmiro de Almeida, de Almeida Júnior
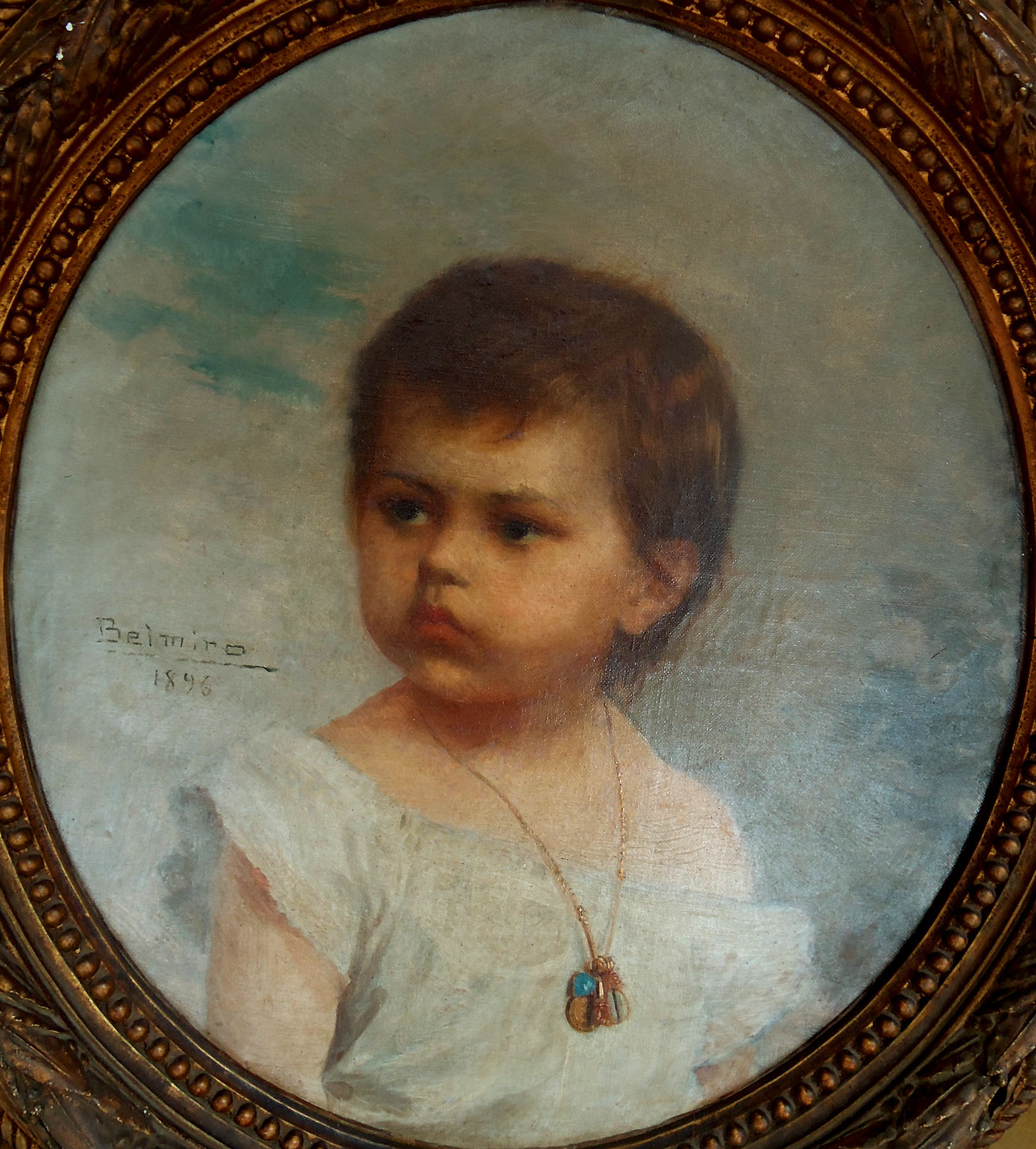
Belmiro de Almeida, menina com pingentes de ouro, 1896, óleo sobre tela, 47,5x42,5 cm Foto de Gedley Belchior Braga
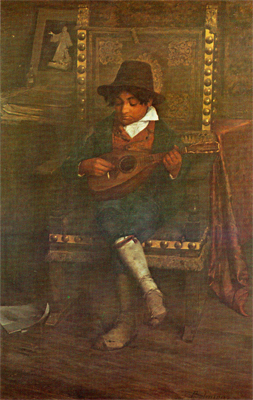
Belmiro de Almeida, Menino com Bandolim, c.1893, óleo sobre tela, 150 × 100 cm, Acervo da Pinacoteca do Estado de São Paulo

## Leitura de apoio
- José Maria dos Reis Júnior, Belmiro de Almeida, 1858-1935, Edições Pinakotheke, 1984